# Rudolf Veiel
Rudolf Veiel (ur. 10 grudnia 1883 w Stuttgarcie, zm. 19 marca 1956 tamże) – niemiecki oficer Wehrmachtu w stopniu generała wojsk pancernych. Uczestnik I i II wojny światowej. Za swoją działalność został odznaczony Krzyżem Rycerskim Krzyża Żelaznego.